# Geografía social

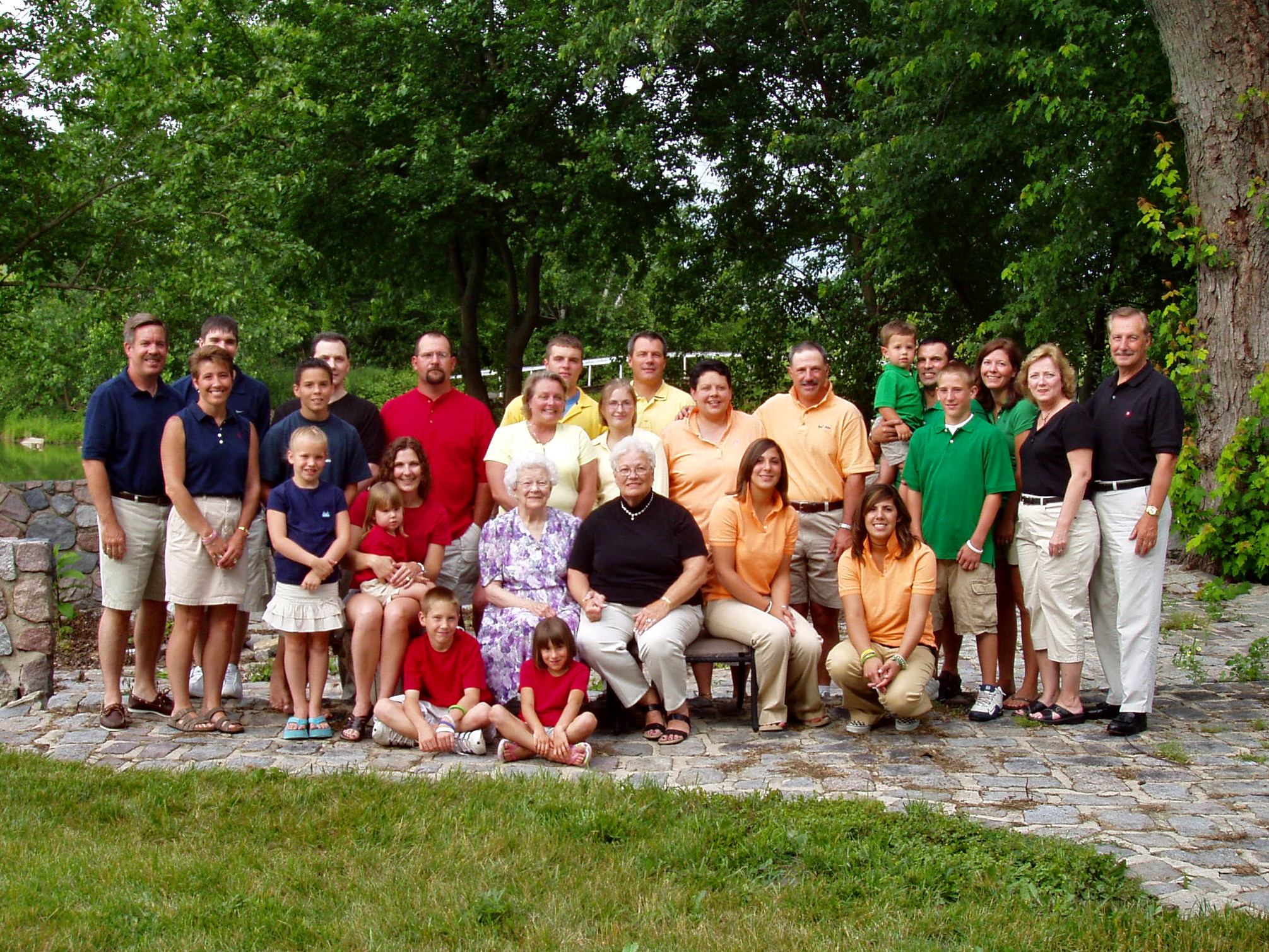
Familia Hoosier de EE. UU.

La geografía social es una disciplina que forma parte de la geografía humana y se centra en los estudios que relacionan la sociedad y el territorio, interesándose en cómo la sociedad afecta a los factores geográficos y como estos últimos interactúan con la sociedad. En algunos idiomas, este término resulta equivalente al de Geografía Crítica, como sucede en alemán.
A partir de los años 1970, la Geografía social dio un vuelco importante con respecto a los temas tratados con el nuevo enfoque denominado Geografía radical, iniciado por David Harvey, quien había desarrollado unos años antes el enfoque cuantitativo con su libro Explanation in geography. Un estudio introductorio interesante en este sentido es el trabajo de Kirk Mattson Una introducción a la geografía radical.
Algunas de las cuestiones sobre las que tiene interés la geografía social son: la distribución de algunos aspectos sociales sobre el territorio (ej. pobreza/riqueza), los efectos territoriales del éxodo rural y el crecimiento urbano, la percepción del espacio cotidiano, la perspectiva territorial de los movimientos pendulares metropolitanos, los problemas del desarrollo socioeconómico y/o el subdesarrollo, etc. 
En relación con la geografía social, los conceptos de topofilia y de civitio como sentimientos de identificación de una comunidad con el territorio están desarrollados por el geógrafo Yi-Fu Tuan en su trabajo de investigación Topofilia: un estudio de las percepciones, actitudes y valores sobre el entorno.
La geografía social emparienta  con otras disciplinas como la sociología y la antropología social, de las que difiere en la integración de una amplia visión territorial.